# Avvalimento
L'avvalimento, nell'ordinamento giuridico italiano, è un istituto giuridico riguardante il settore dei contratti pubblici di lavori, servizi e forniture.
Fuori dal contesto del codice dei contratti pubblici, il termine italiano (desueto) indica "l'avvalersi, il servirsi di un ufficio, di un servizio".

## Tipologie
Esistono alcuni tipi di avvalimento:
- l'avvalimento finalizzato alla dimostrazione, in sede di gara, del possesso dei requisiti di qualificazione richiesti da una stazione appaltante per la partecipazione ad una specifica procedura di affidamento;
- l'avvalimento finalizzato alla dimostrazione della stabile disponibilità dei requisiti necessari per conseguire l'attestazione di qualificazione che abilita l'operatore economico alla partecipazione a future procedure di affidamento;
- l'avvalimento premiale;

## Utilizzo

### Gara d'appalto
Questo tipo di avvalimento è inerente alle procedure per l'affidamento di appalti di lavori, servizi e forniture da parte delle pubbliche amministrazioni.
Tramite tale istituto, un operatore economico che partecipa ad una procedura di gara per l'affidamento di un appalto pubblico per il quale è richiesto il possesso di determinati requisiti (economico-finanziari o tecnico-organizzativi), può dichiarare di avvalersi dei requisiti di un altro operatore economico. Tale tipo di avvalimento vale solo per la gara in oggetto e, in caso di aggiudicazione, ha valore per tutto il corso dell'appalto.
L'impresa che "presta" i propri requisiti (ausiliaria) a quella partecipante (ausiliata) resta estranea sia alla gara che al successivo contratto, ma deve formalmente impegnarsi sia nei confronti dell'impresa validata che nei confronti della stazione appaltante a mettere a disposizione della prima, per tutta la durata dell'appalto, tutte le risorse di cui questa risulta carente. Restano fermi i requisiti di ordine generale previsti dal codice dei contratti pubblici, che devono essere posseduti da entrambe.